# Oligosaccharidose
Oligosaccharidosen, in einigen Veröffentlichungen auch als Glykoproteinosen oder Glycoproteinosen bezeichnet, sind eine Gruppe von äußerst seltenen autosomal-rezessiv vererbten lysosomalen Speicherkrankheiten. Der Phänotyp der betroffenen Patienten ähnelt dem der Mukopolysaccharidosen. Ätiologie und Symptomatik sind jedoch verschieden. In der angelsächsischen Fachliteratur wird für die Oligosaccharidosen meist der Begriff Glycoproteinosis verwendet.

## Die Oligosaccharidosen
Bisher sind folgende Oligosaccharidosen bekannt:
- α-Mannosidose
- β-Mannosidose
- Fucosidose
- Aspartylglukosaminurie
- Morbus Schindler Typ I
- Galaktosialidose (Goldberg-Syndrom)
- Sialinsäure-Speicherkrankheit infantil (ISSD)
- Sialinsäure-Speicherkrankheit adult (Salla-Krankheit)

## Ätiologie
Die Ursache der Oligosaccharidosen sind Mutationen im Genom, welches für bestimmte Enzyme codiert. Dies führt zu Fehlfunktionen im Stoffwechsel von glykosylierten Proteinen (Glykoproteinen), wie beispielsweise Membran- oder Strukturproteinen. Diese Glykoproteine können durch den Aktivitätsverlust der Enzyme nicht mehr abgebaut werden. Abhängig vom betroffenen Enzym häufen sich unterschiedliche Produkte intrazellulär an. Dies führt zu ähnlichen, allerdings im Verlauf und im Phänotyp unterschiedlichen, Krankheitsbildern.
Im Fall der Sialinsäure-Speicherkrankheit ist dagegen ein Aktivitätsverlust eines Anionen-Transporters, der Sialinsäure aus dem Lysosom durch die lysosomale Membran ausschleust, ursächlich für die Erkrankung.
Die Oligosaccharidosen werden autosomal-rezessiv vererbt.

## Symptome
Oligosaccharidosen sind meist schon bei Neugeborenen symptomatisch. Grobe Gesichtszüge, skelettale Dystrophien, Minderwuchs, neurodegenerative Erkrankungen und Vergrößerungen von Leber und Milz (Hepatosplenomegalie) sind die häufigsten Symptome. Die Erkrankungen verlaufen progredient.

## Diagnostik
Über die erhöhte Konzentration von Oligosacchariden im Urin und über die Bestimmung der enzymatischen Aktivität lassen sich die Oligosaccharidosen diagnostizieren. Eine molekularbiologische Diagnose (DNA-Analyse) ist möglich.

## Therapie
Es sind bisher keine kausalen Therapien für Oligosaccharidosen bekannt. Die Behandlung erfolgt meist symptomatisch. Enzymersatztherapien (ERT) befinden sich in der Erprobung beziehungsweise in der Entwicklung. Für Oligosaccharidosen gibt es derzeit keine zugelassene ERT. Die noch im Bereich der Grundlagenforschung angesiedelte Gentherapie könnte bei Oligosaccharidosen zukünftig eine Heilung ermöglichen.